# Nie mogę zapomnieć
Nie mogę zapomnieć – pierwszy singel polskiej piosenkarki Eweliny Lisowskiej zapowiadający jej piąty album. Singiel został wydany 2 października 2020 roku, wraz z teledyskiem, który został nagrywany w maju 2020 roku.

## Geneza utworu i historia wydania
Utwór powstał we współpracy z Mikołajem Trybulcem i Moniką Wydrzyńską, którzy na co dzień tworzą zespół Linia Nocna. W opisie utworu opublikowanego w serwisie YouTube napisano, iż:

„Nie mogę zapomnieć” to utwór utrzymany w tanecznym klimacie. Artystka śpiewa o utraconej relacji i o tęsknocie za tym co było. Tekst ma jednak drugie dno. Podmiotem lirycznym jest silna dziewczyna, która po toksycznym związku, znów odnalazła siebie. Nie może zapomnieć kim jest naprawdę, bo najważniejsze to pozostać sobą.

31 października 2020 piosenka została zaprezentowana telewidzom stacji TVN w programie Dzień Dobry TVN.

## Teledysk
Do utworu powstał teledysk w reżyserii Alana Kępskiego, który udostępniono w dniu premiery singla za pośrednictwem serwisu YouTube.  

Początkowo wpadłam na pomysł, że nakręcę ten klip w domu i tak też się stało! Nie było sztabu ludzi, tylko ja i operator kamery. Niestety okazało się, że mamy za mało materiału, więc warto byłoby coś dokręcić... Kolejny plan zdjęciowy był już profesjonalny i powstała wtedy większość ujęć wykorzystanych w klipie. To był też jeden z powodów, dlaczego moi fani musieli tak długo czekać.

## Lista utworów
- Digital download

1. „Nie mogę zapomnieć” – 3:24

## Notowania
| Kraj   | Notowanie (2020)        | Rozgłośnia radiowa | Pozycja |
| ------ | ----------------------- | ------------------ | ------- |
| Polska | TOP13 - Lista przebojów | Radio Wawa         | 2       |